# فوكه وولف فو 56
فوكه وولف فو 56 (بالألمانية: Focke-Wulf Fw 56) هي طائرة تدريب أنتجت في ألمانيا. كان أول طيران لها في 1933. صنع منها 1000 طائرة.